# الخطبة البتراء

## نبذة عن الخطيب
هو زياد بن أبيه, كان كاتباً لأبي موسى الأشعري ونبغ  في عهد الخليفة الراشد عمر بن الخطاب، وفي عهد الخليفة الراشد علي بن أبي طالب تولى زياد ولاية فارس وكرمان والبصرة، وفي عهد الخليفة الاموي معاوية بن أبي سفيان ولاه البصرة والكوفة وكان ذلك سنة 44 هـ.

## مناسبة الخطبة
اختار معاوية بن أبي سفيان زيادًا واليًا على البصرة، وكانت معقلاً للخارجين على الخلافة الاموية ولهذا فقد كانت الفتن والثورات على بني أمية تنبع منها. فلما وصل زياد إلى البصرة صعد المنبر وألقى هذه الخطبة

## سبب تسميتها بالبتراء
لأنه لم يبدأ بحمد الله والثناء عليه وهو الأسلوب الدارج في استهلال الخطب.

## نص الخطبة
| الخطبة البتراء | أما بعد, فإن الجهالة الجهلاء، والضلالة العمياء، والغي الموفي بأهله على النار ما فيه سفهاؤكم، ويشتمل عليه حلماؤكم من الأمور العظام ينبت فيها الصغير، ولا يتحاشى عنها الكبير كأنكم لم تقرؤوا كتاب الله ولم تسمعوا ما أعد الله من الثواب الكبير لأهل طاعته، والعذاب الأليم لأهل معصيته في الزمن السرمدي الذي لا يزول، أتكونون كمن طرفت عينيه الدنيا، وسدت مسامعه الشهوات، واختار الفانية على الباقية، ولا تذكرون أنكم أحدثتم في الإسلام الحدث الذي لم تسبقوا إليه؛ من ترككم الضعيف يقهر ويؤخذ ماله، ما هذه المواخير المنصوبة والضعيفة المسلوبة في النهار المبصر والعدد غير قليل؟ ألم يكن منكم نهاة تمنع الغواة عن دلج الليل وغارة النهار؟! قربتم القرابة، وباعدتم الدين، تعتذرون بغير العذر، وتغضون على المختلس، كل امرئ منكم يذب عن سفيهه صنيع من لا يخاف عاقبة ولا يرجو معادا، ما أنتم بالحلماء ولقد اتبعتم السفهاء، فلم يزل بكم ما ترون من قيامكم دونه حتى انتهكوا حرم الإسلام، ثم أطرقوا وراءكم كنوسا في مكانس الريب، حرام علي الطعام والشراب حتى أسويها بالأرض هدما وإحراقا. إني رأيت آخر هذا الأمر لا يصلح إلا بما صلح به أوله : لين في غير ضعف، وشدة في غير عنف. وإني أقسم بالله لآخذن الولي بالمولى، والمقيم بالظاعن، والمقبل بالمدبر، والمطيع بالعاصي، والصحيح منكم في نفسه بالسقيم حتى يلقي الرجل منكم أخاه فيقول :انج سعد فقد هلك سعيد، أو تستقيم لي قناتكم. إن كذبة المنبر بلقاء مشهورة؛ فإذا تعلقتم علي بكذبة فقد حلت لكم معصيتي، فإذا سمعتموها مني فاغتمزوها في، واعلموا أن عندي أمثالها. من نقب منكم عليه فأنا ضامن لما ذهب منه، فإياي ودلج الليل؛ فإني لا أوتى بمدلج إلا سفكت دمه، وقد أجلتكم في ذلك بمقدار ما يأتي الخبر الكوفة ويرجع إليكم، وإياي ودعوى الجاهلية؛ فإني لا أجد أحدا دعا بها إلا قطعت لسانه، وقد أحدثتم أحداثا لم تكن وقد أحدثنا لكل ذنب عقوبة؛ فمن غرق قوما غرقناه، ومن أحرق قوما أحرقناه، ومن نقب بيتا نقبنا عن قلبه، ومن نبش قبرا دفناه حيا فيه، فكفوا عني أيديكم وألسنتكم أكفف عنكم يدي ولساني، ولا تظهر من أحد منكم ريبة بخلاف ما عليه عامتكم إلا ضربت عنقه، وقد كانت بيني وبين أقوام إحن فجعلت ذلك دبر أذني وتحت قدمي، فمن كان منكم محسنا فليزدد إحسانا، ومن كان منكم مسيئا فلينزع عن إساءته. إني لو علمت أن أحدكم قد قتله السل من بغضي لم أكشف له قناعا، ولم أهتك له سترا حتى يبدي لي صفحته؛ فإذا فعل ذلك لم أناظره، فاستأنفوا أموركم، وأعينوا على أنفسكم، فرب مبتئس بقدومنا سيسر، ومسرور بقدومنا سيبتئس. أيها الناس، إنا أصبحنا لكم ساسة، وعنكم ذادة، نسوسكم بسلطان الله الذي أعطانا، ونذود عنكم بفيء الله الذي خولنا، فلنا عليكم السمع والطاعة فيما أحببنا، ولكم علينا العدل فيما ولينا، فاستوجبوا عدلنا وفيئنا بمناصحتكم لنا، واعلموا أني مهما قصرت عنه فلن أقصر عن ثلاث : لست محتجبا عن طالب حاجة منكم ولو أتاني طارقا بليل، ولا حابسا عطاء ولا رزقا عن إبانه، ولا مجمرا لكم بعثا، فادعوا الله بالصلاح لأئمتكم؛ فإنهم ساستكم المؤدبون لكم، وكهفكم الذي إليه تأوون، ومتى يصلحوا تصلحوا، ولا تشربوا قلوبكم بغضهم، فيشتد لذلك غيظكم، ويطول له حزنكم، ولا تدركوا له حاجتكم مع أنه لو استجيب لكم فيهم لكان شرا لكم. أسأل الله أن يعين كلا على كل، وإذا رأيتموني أنفذ فيكم الأمر فأنفذوه على أذلاله، وايم الله إن لي فيكم لصرعى كثيرة فليحذر كل امرئ منكم أن يكون من صرعاي. فقام إليه عبد الله بن الأهتم، فقال : أشهد أيها الأمير لقد أوتيت الحكمة، وفصل الخطاب. فقال له : كذبت، ذاك نبي الله داود صلوات الله عليه. فقام الأحنف بن قيس فقال : إنما الثناء بعد البلاء، والحمد بعد العطاء، وإنا لن نثني حتى نبتلي. فقال له زياد : صدقت. فقام أبو بلال مرداس بن أدية وهو يهمس ويقول : أنبأنا الله بغير ما قلت؛ قال الله { وإبراهيم الذي وفى * ألا تزر وازرة وزر أخرى *وأن ليس للإنسان إلا ما سعى } وأنت تزعم أنك تأخذ البريء بالسقيم، والمطيع بالعاصي، والمقبل بالمدبر. فسمعها زياد، فقال : إنا لا نبلغ ما نريد فيك وفي أصحابك حتى نخوض إليكم الباطل خوضا... | الخطبة البتراء |